# Westfeste

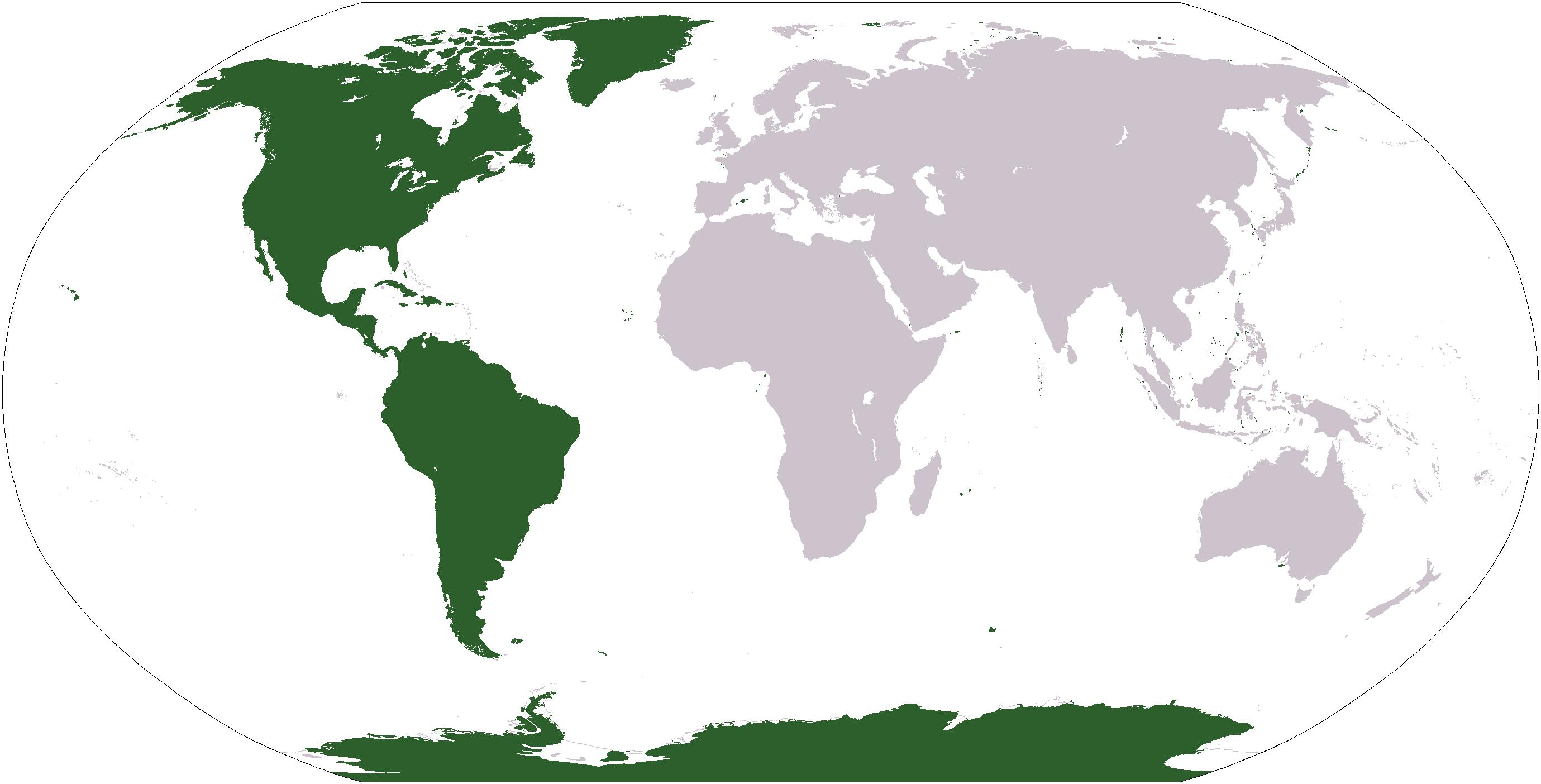
Die Westfeste der Welt

Als Westfeste bezeichnet man die Landmasse, die den Doppelkontinent Amerika – der von Europa aus gesehen in westlicher Richtung liegt – umfasst. Ihr Pendant ist die Ostfeste. Die Westfeste – bestehend aus Nord-, Mittel- und Südamerika – als westliche Landmasse der Erde bezeichnet also die sogenannte Neue Welt, die im Gegensatz zur Alten Welt (der Ostfeste) erst vor rund 15.000 Jahren vom Menschen besiedelt und aus europäischer Sicht erst 1492 wiederentdeckt wurde.  
In der Geografie war der Begriff früher gebräuchlich und schloss dann auch noch Antarktika mit ein, da die Antarktische Halbinsel verhältnismäßig nah an die Südspitze Südamerikas heranreicht.